# Tsjavtsjavadze
Het geslacht Tsjavtsjavadze (Georgisch: ჭავჭავაძე) is een Georgische adellijke familie.
Bekende leden van de familie zijn:
- Aleksandr Tsjavtsjavadze (1786-1846), dichter
- Nino Tsjavtsjavadze (1812-1857), dochter van Aleksandr, vrouw van Aleksandr Gribojedov.
- Ilia Tsjavtsjavadze (1837-1907), dichter en voorman van de Georgische nationalistische beweging